# Santuario della Madonna delle Grazie (Calizzano)
Il santuario della Madonna delle Grazie è un luogo di culto cattolico situato nella regione di Frassino, in via Madonna delle Grazie, nel comune di Calizzano in provincia di Savona. La chiesa è situata nelle immediate vicinanze del locale cimitero.

## Storia e descrizione
Questo piccolo santuario, adiacente al locale cimitero, è stato per secoli chiamato chiesa di Santa Maria. Verso il 1300 il culto si è sviluppato sotto il titolo di Madre della Divina Grazia (madre di Gesù) e solo verso il 1600 è divenuta Madonna delle Grazie.
Sino al 1300 la chiesa appariva ad una navata unica di dimensioni modeste, ma ubicata ad un crocevia e quindi sicuro rifugio per i viandanti. In seguito fu costruito il campanile e furono realizzate le due navate laterali che curiosamente non sono uguali. L'unico campanile ha sempre mantenuto inalterate le linee primitive.

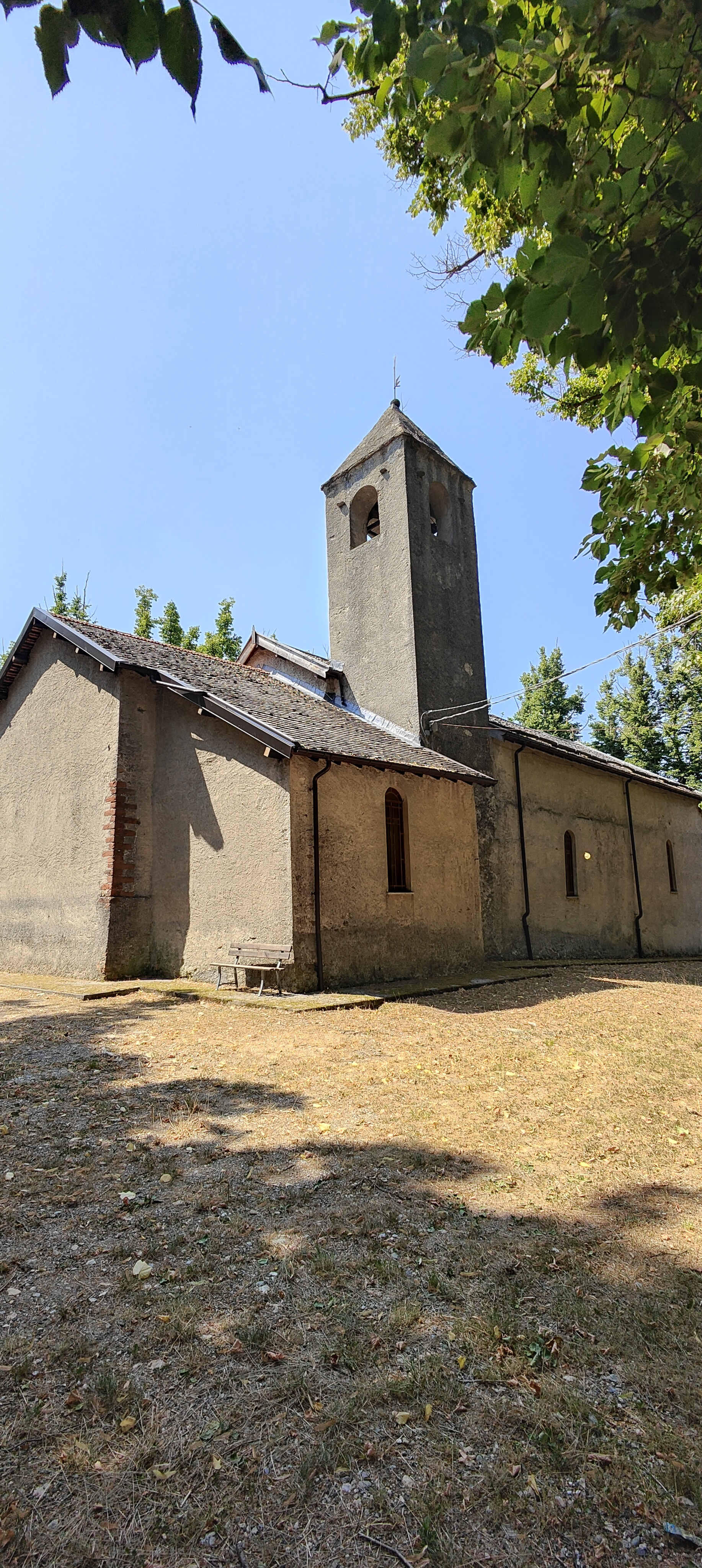
Santuario: il campanile visto dal retro

Fino al 1400 la chiesa era la parrocchiale di Calizzano, allora esteso lungo la sponda destra del fiume Bormida.
La costruzione del castello da parte dei marchesi del Carretto (Signori di Calizzano), fece spostare il paese ai suoi piedi. La chiesa allora marchionale di San Lorenzo divenne la chiesa parrocchiale e fu intitolata a santa Maria e a san Lorenzo.
Nel 1797 le truppe francesi di passaggio a Calizzano misero a fuoco il santuario. Fu ricostruito nel 1807 e abbellito in seguito sono al 1957.
Conserva nel pronao un voltino a crociera romanico affrescato con Angelo custode che legge il libro del bene e del male, san Giovanni Battista e san Giorgio con sante protettrici delle confraternite locali. La macchia d'intonaco copre l'immagine del maligno. Un anello per una presunta puleggia per un secchio raccogli-acqua (infisso nella volta) fa presumere la presenza, all'epoca, di una cisterna interrata. 

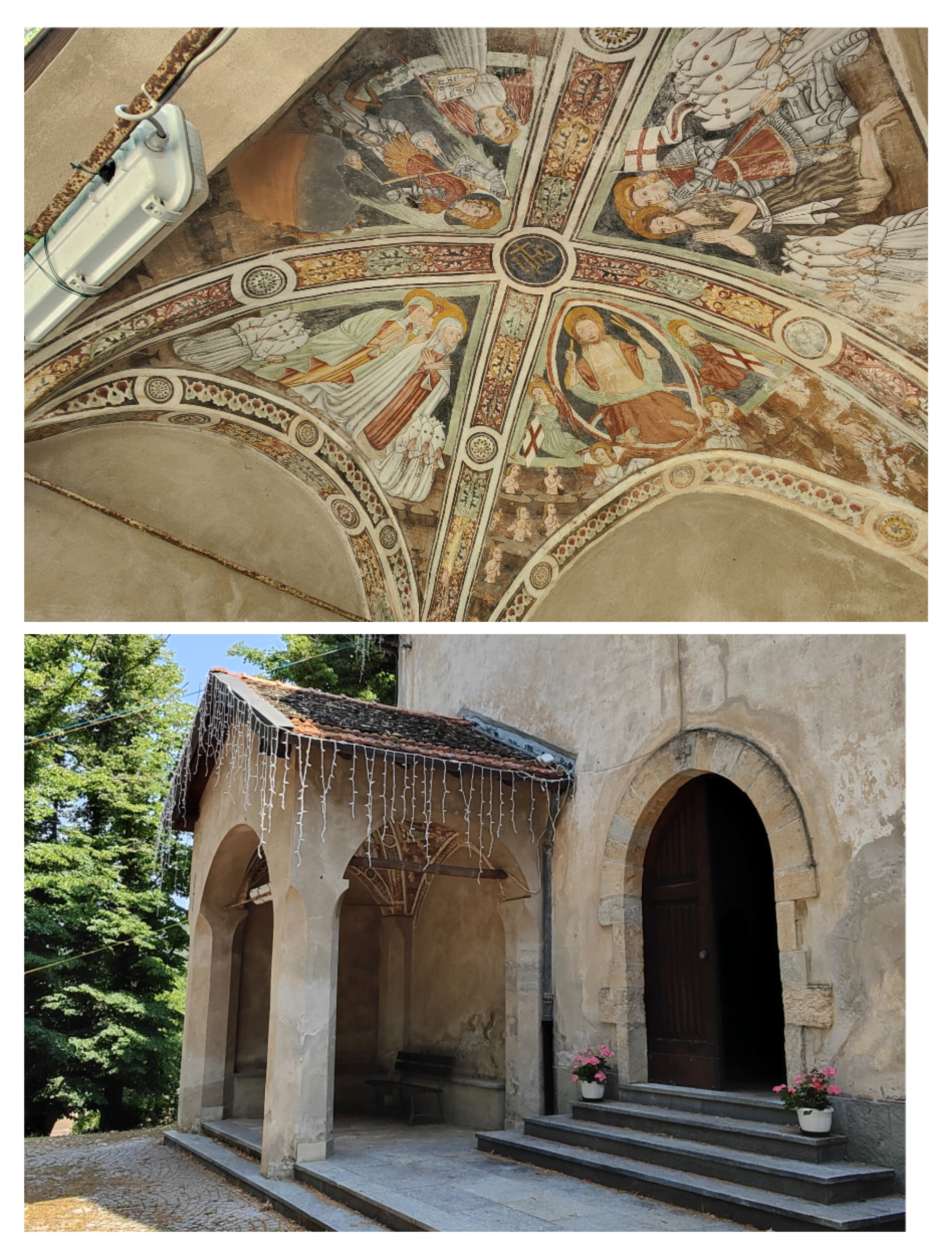
N.S.delle Grazie: partic. portico romanico affrescato

All'interno si trova nella navata destra l'affresco, risparmiato dall'incendio, della Madonna col Bambino di pittore ignoto del (terzo quarto-fine XV secolo). 

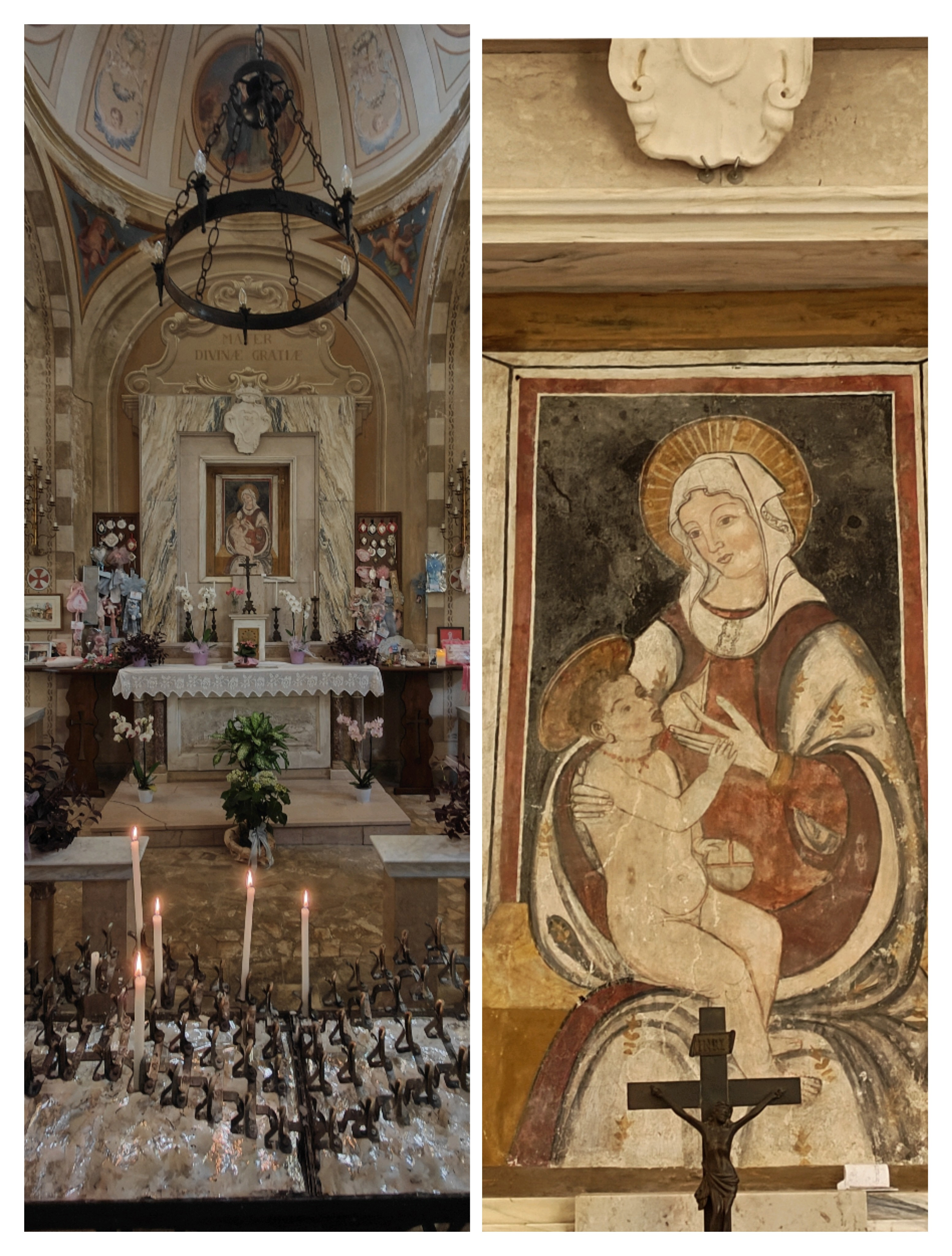
Partic. dell'altare e della Madonna delle Grazie (pittore ignoto)

L'altare sotto l'immagine fu ricostruito nel 1788, sostituito nel 1923 e ristrutturato nel 1957. 
Nella navata sinistra appare una grande tela risalente al 1631, si tratta di un ex voto per ringraziare la Madonna per aver evitato la pestilenza (di manzoniana memoria) al paese. In particolare nella parte superiore: Madonna fra santa Rosalia e san Giuseppe (i patroni); nella parte inferiore: scene drammatiche che sarebbero accadute a Calizzano se non ci fosse stato l'ausilio materno di Maria. Qui la tela appariva a metà in quanto fu tagliata e rubata negli anni '80 del secolo scorso. In seguito è stata restaurata. 
All'esterno, sul sagrato, esiste dal 1922 il Parco della Rimembranza, ogni albero di tiglio corrisponde ad un soldato perito nel conflitto 1915-1918. Nel 1975 da parte della locale sede ANA è stato edificato un monumento agli alpini caduti.

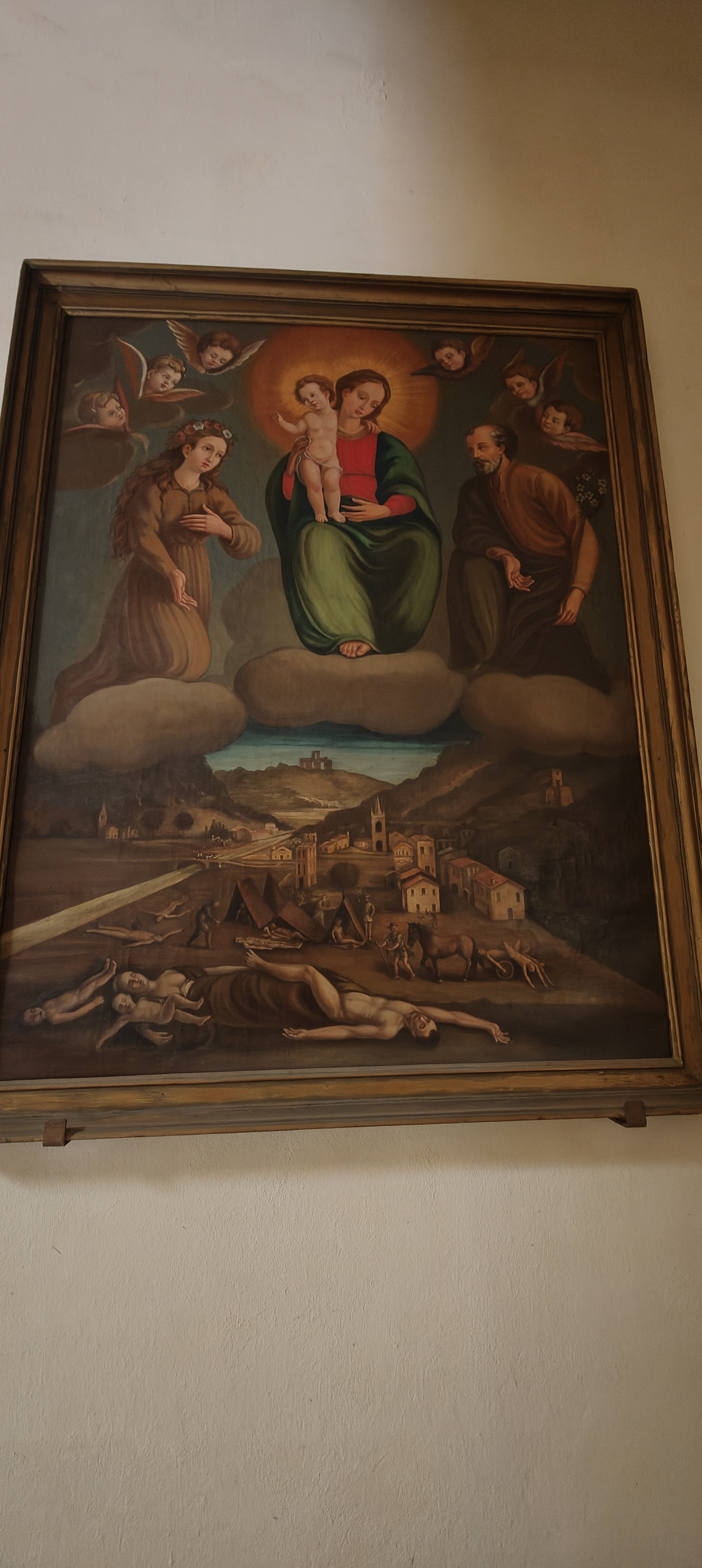
S.Maria delle Grazie ex voto risalente al 1631 come ringraziamento della protezione contro la pestilenza (pittore ignoto)